# 31-й отдельный полк связи

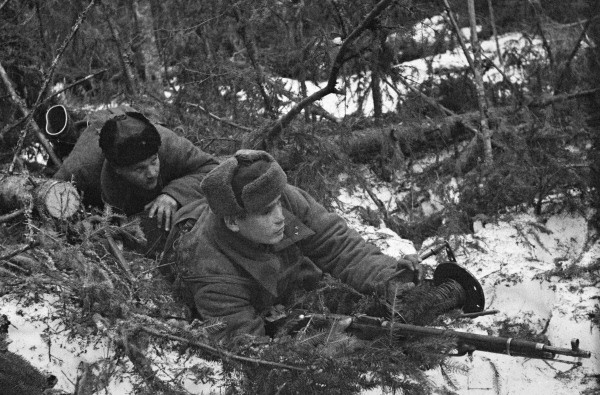
Связисты прокладывают телефонный кабель в лесу, ноябрь 1942 года, фото Б. Вдовенко.

31-й отдельный полк связи — формирование (воинская часть, полк связи) войск связи РККА, ВС СССР, в Великой Отечественной войне.
Полное наименование, по окончании войны — 31-й отдельный ордена Александра Невского полк связи.

## История
31-й отдельный полк связи был создан на базе 430-го отдельного батальона связи и входил в состав 22-й армии в период с 29 июня 1941 года по 22 апреля 1945 года.

## Награды
За боевые отличия при освобождении Риги, в октябре 1944 года, 31-й отдельный полк связи был награждён орденом Александра Невского.

## Командир
- полковник Стельмаков Фёдор Иванович, 1899 года рождения (командовал до июля 1942 года); http://www.polkmoskva.ru/people/993714/
- майор Колбасов Кузьма Петрович, 1910 г.р. (командовал с августа 1942 года).

## Состав полка
- штаб
- телеграфно-телефонный батальон;
- радиорота;
- рота подвижных средств связи;
- мастерские боепитания;
- обс (обозно-вещевое снабжение);
- кабельно-телеграфная рота(мото);
- кабельно-телеграфная рота(конной тяги);
- автотранспортный взвод;
- пфс (продовльственно-фуражное снабжение полка).